# Gastronomia de l'Amèrica del Nord
La gastronomia nord-americana inclou aliments nadius o populars als països de l'Amèrica del Nord, com ara la cuina canadenca, la cuina estatunidenca, la cuina mexicana i la cuina afroamericana. Les cuines nord-americanes mostren la influència de moltes cuines internacionals, incloent la cuina dels nadius nord-americans, la jueva, l'africana, l'asiàtica, la de l'Orient Mitjà i especialment l'europea.
El terme "regional" és una mica ambigu, però, ja que la cuina mexicana s'aboca a la frontera cap a les "subcuines" tex-mex i mexi-cali, i les cuines de Michigan i Ontario tenen més coses en comú que no pas amb les cuines de Manitoba o Iowa. La cuina nord-americana també inclou plats i cuines que es van originar a l'Amèrica del Nord, com ara la poutine quebequesa i la gastronomia cajun, i cuines regionals com la de Califòrnia i la criolla de Louisiana.
Les cuines estatunidenca i canadenca són molt diverses, barreja influències de diferents cultures i varien d'una regió a una altra. L'estatunidenca és coneguda pels plats que, juntament amb el menjar ràpid, s'han estès per tot el món (hamburguesa, barbacoa, pollastre fregit, dònut). Utilitza sovint combinacions molt inusuals, per exemple, cansalada amb xarop d'auró o amanida de barretes de xocolata Snickers ('amanida Snickers'). La cuina canadenca és similar a l'estatunidenca, amb especialitats com la poutine del Quebec (patates fregides amb formatge i salsa) i xarop d'auró.
La cuina mexicana es basa en la gastronomia llatinoamericana i, com l'estatunidenca, és coneguda arreu del món. Mèxic és famós pels seus plats de xili picants. Entre les especialitats mexicanes destaquen, per exemple, els tacos, el guacamole (dip d'alvocat) o la quesadilla (tortillas fregides amb formatge). Les begudes mexicanes famoses inclouen el tequila, la margarita o el kahlúa.
La cuina dels inuit, que viuen al nord del Canadà, Alaska i Groenlàndia, consisteix principalment en carn, perquè gairebé no hi ha plantes a les regions polars on viuen. Per exemple, s'utilitza carn de foca o de balena. La carn sovint es menja crua. Alguns exemples d'altres plats inuit són, per exemple, l'amanida de rens (amanida de liquen i baies feta dins de l'estómac d'un ren) o la sopa suaasat.

## Per territoris
- Gastronomia de Groenlàndia
- Gastronomia del Quebec
- Gastronomia del Canadà
- Gastronomia dels Estats Units
- Gastronomia de Mèxic